# 蒜山
蒜山（ひるぜん）は、岡山県の真庭市北部、鳥取県の倉吉市南部および日野郡江府町北東部に跨って位置する火山。中心となる中蒜山、上蒜山、下蒜山の3つの峰を蒜山三座という。蒜山地域の一部は大山隠岐国立公園の国立公園地域となっている。

## 概要
中国山地の主峰より北側に独立して主に象山（1,085 m）・擬宝珠山（1,110 m）・二俣山（1,083 m）・皆ヶ山（1,159 m）・上蒜山（1,202 m）・中蒜山（1,123 m）・下蒜山（1,100 m）の各主峰で構成される。
南側、標高500-600メートルには蒜山高原が広がる。蒜山高原は日本最大のジャージー牛の飼育場となっている。またアクティビティとして、ハイキングコース、キャンプ場、サイクリングロードが整備されている。蒜山および蒜山高原一帯は、岡山県下では倉敷美観地区や後楽園・岡山城と並ぶ屈指の観光地であり、観光客数では倉敷（約300万人）に次いで2番目となる約250万人となっている。
また、近接する大山とセットにした観光も盛んで、蒜山から大山を結ぶ観光道路である蒜山大山スカイラインがある。
蒜山三座とその山麓の一部、三平山、朝鍋鷲ヶ山、郷原地区一帯が大山隠岐国立公園の国立公園地域となっている。このうち蒜山三座、皆ヶ山と鬼女台の山麓部の一部が国立公園地域の第1種特別地域である。

## 火山活動史
擬宝珠山・二俣山・上蒜山・中蒜山・下蒜山の各火山を総称して蒜山火山群と呼ぶ。
蒜山火山群は、約100万年前から約40万年前（更新世のカラブリアン - チバニアン）に噴出したデイサイト - 安山岩質の溶岩からなる成層火山群である。噴出した溶岩の岩質や形成時期は、北隣の大山火山の古期のものと類似する。そのため、蒜山火山群は広義の大山火山に含むものとされている。
最初期に形成された火山は下蒜山火山と考えられており、下蒜山登山道8合目付近の溶岩から約91万年前のK-Ar年代が得られている。この年代値は大山火山の最初期のものに相当する。下蒜山火山は犬挟峠西方300 mの溶岩から得られた約76万年前のK-Ar年代が最新の年代値であり、他の蒜山火山群の噴出以前に活動を停止したと考えられる。
二俣山火山で約60万年前、中蒜山火山で約51万年前、上蒜山火山で約49万年前のK-Ar年代が得られている。
活動を停止してから長期間経過しているため、火山形成時の地形（火山原面）はほとんど侵食され、多くの開析谷が形成されている。南側の山麓部には、蒜山火山群が侵食される過程で生じた土石流などにより、複数の火山麓扇状地や崖錐が形成されている。

### 年表
- 1963年（昭和38年） : 大山国立公園に蒜山地域と島根県の隠岐・島根半島、三瓶山が編入され、大山隠岐国立公園となる[9]。
- 2015年（平成27年） : 9月より「国立公園 蒜山」の愛称を用いるようになる[9]。

## 登山
大山に劣らず登山客が多い山で、三座を結ぶ縦走路など豊富なコースがある。一帯はツキノワグマの生息地となっている。上蒜山へは上蒜山スキー場（2016年閉鎖）の駐車場より登る。駐車場は広くトイレの設備も整えられている。百合原牧場を過ぎたあたりに登山口がある。整備された杉林の人工林を直登し松林になった後に8合目の槍ケ峰に到達する。槍ケ峰からは良好な眺めが得られる。槍ケ峰からは稜線に沿って緩やかな登山道が続き上蒜山の山頂に至る。上蒜山山頂からの眺望は不良である。上蒜山山頂から中蒜山への縦走路が続き、途中にユートピアと呼ばれる草原がある。980 ｍ地点まで下って登り返すことになる。
中蒜山へは塩釜の冷泉より登る。塩釜の一般用水汲み場の横に登山道がある。中蒜山山頂までは、ほぼ直登であり健脚向きのコースとなっている。山頂までは林間コースとなっており眺望は無い。途中標高789 mの地点に日留神社がある。標高1075 mで稜線に至り、下蒜山との縦走路に合流し中蒜山山頂に至る。山頂からは上蒜山方面がよく眺められる。中蒜山山頂には避難小屋が設置されている。
下蒜山へは犬挟峠から登る、駐車場が整備されておりトイレは隣接する真庭市真庭北部火葬場を使用する。犬挟湿原を通過すると、鎖やロープが設置された急登があり尾根に出る。5合目を過ぎると展望が開け雲井平と呼ばれる平原となる。8合目付近で再び鎖が設置された露岩の急登がある。9合目を過ぎると山頂が見えるようなる。下蒜山は三座の中で最も低いが山頂および道中の眺望は最も良く、360度の視界が得られ大山や日本海が望める。下蒜山山頂からは、フングリ乢（ふんぐりたわ）を経由して中蒜山山頂への縦走路がある。
周辺火山の擬宝珠山、二俣山、皆ヶ山への登山道もそれぞれ整備されており、蛇ケ乢湿原、鏡ヶ成湿原へのハイキングコースも整えられている。蛇ケ乢湿原は岡山市に続く旭川の源流である。

## ギャラリー

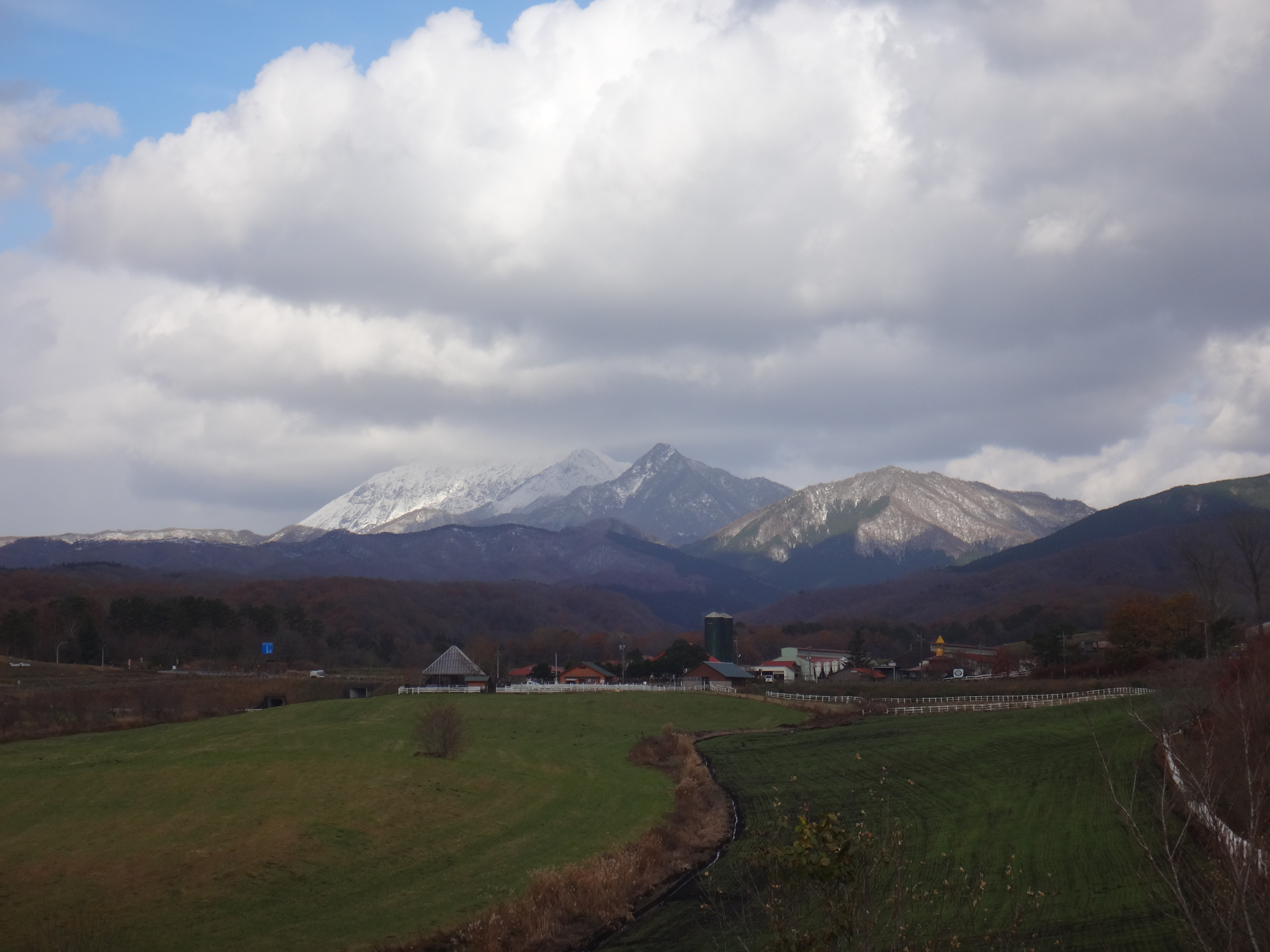
麓からの蒜山
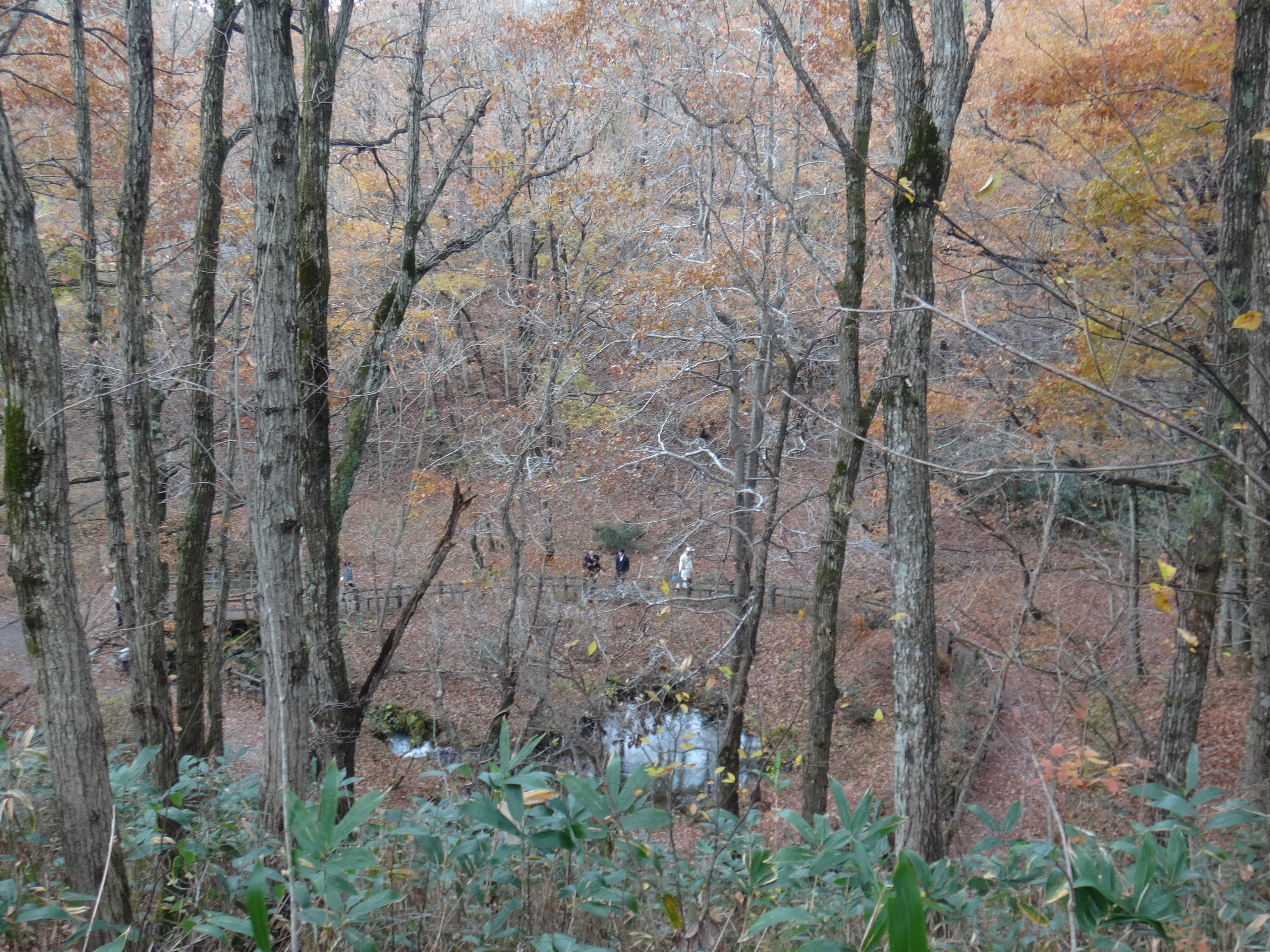
塩釜の冷泉
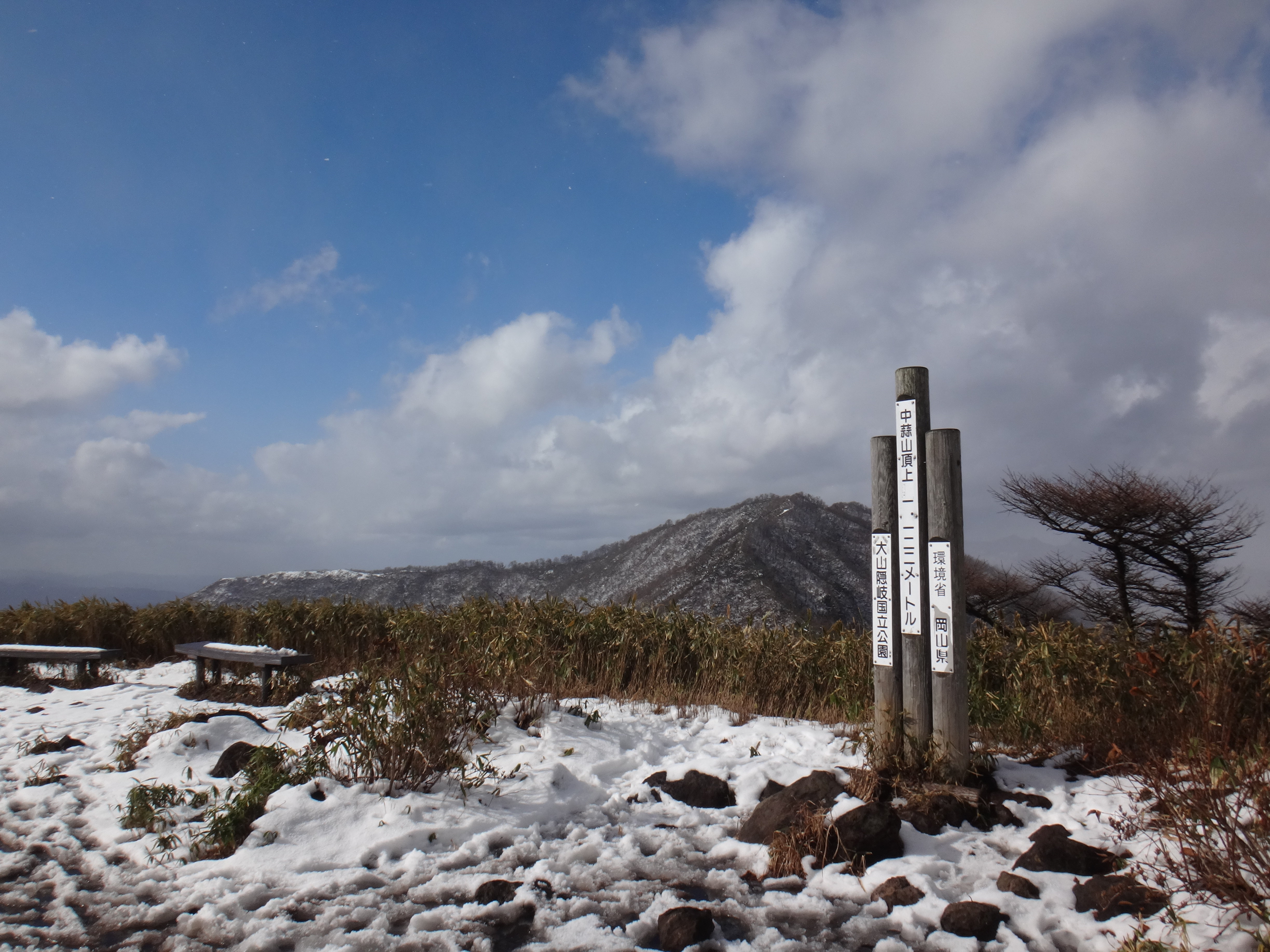
中蒜山山頂
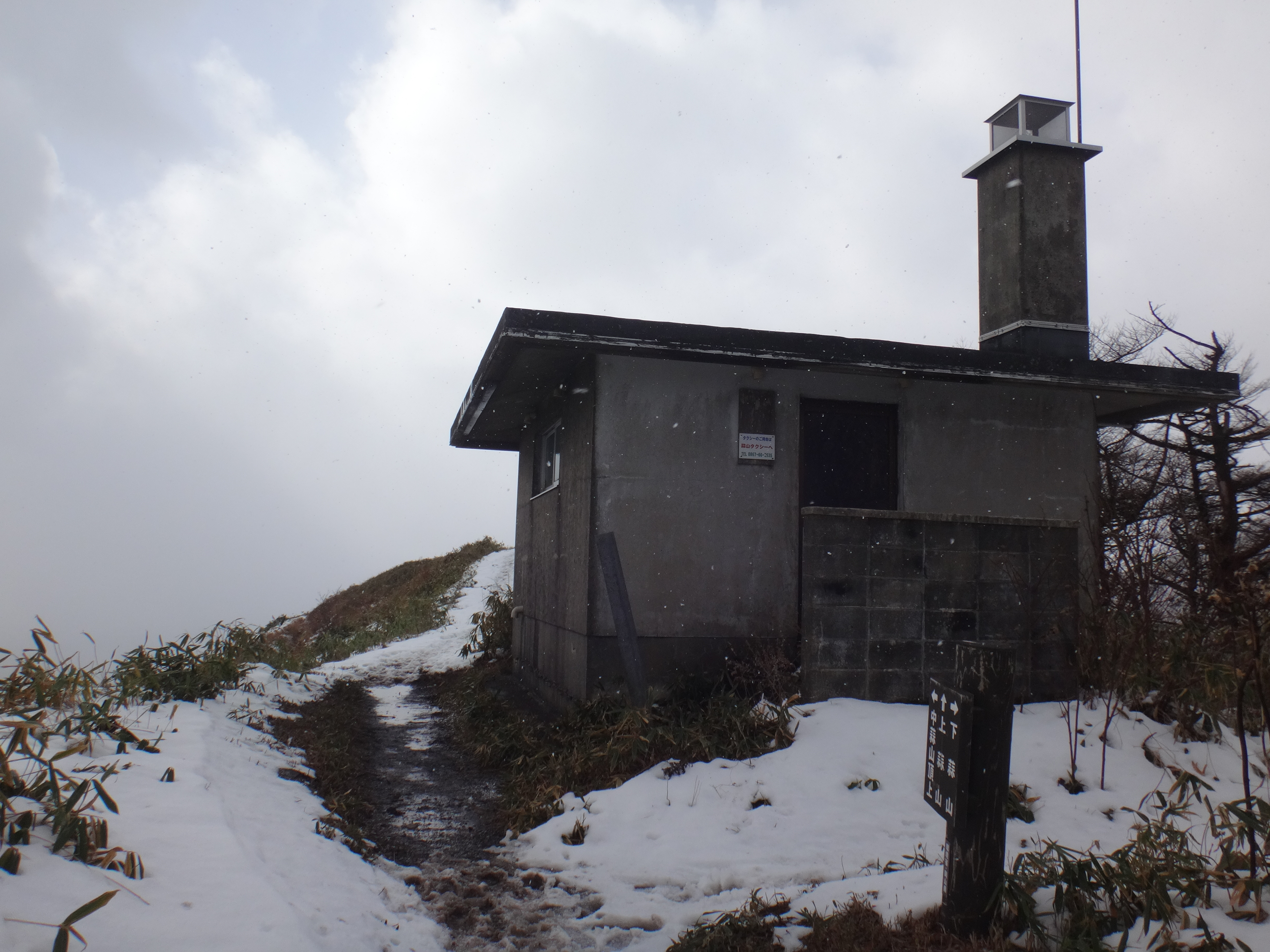
中蒜山の避難小屋
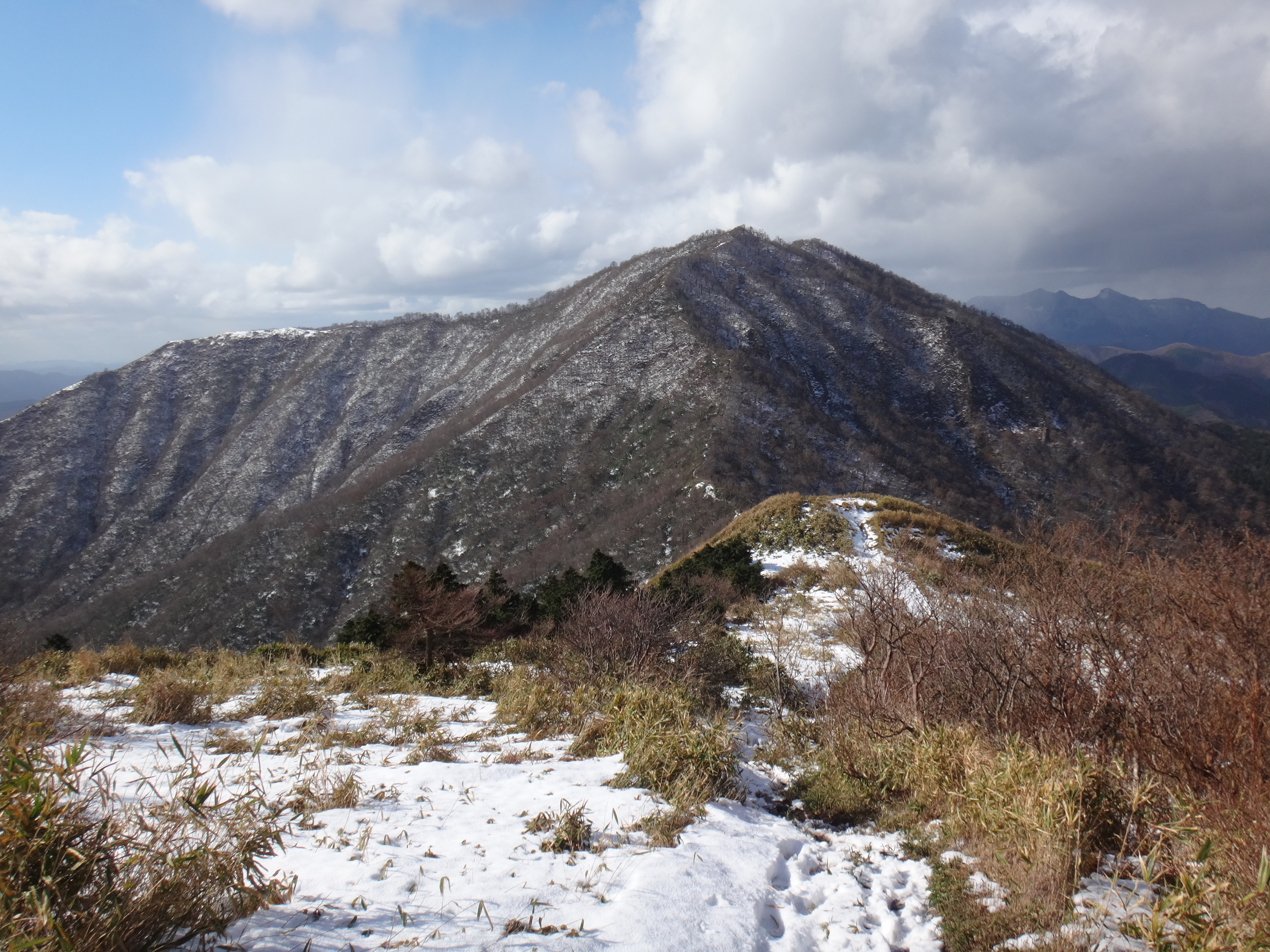
中蒜山からの上蒜山
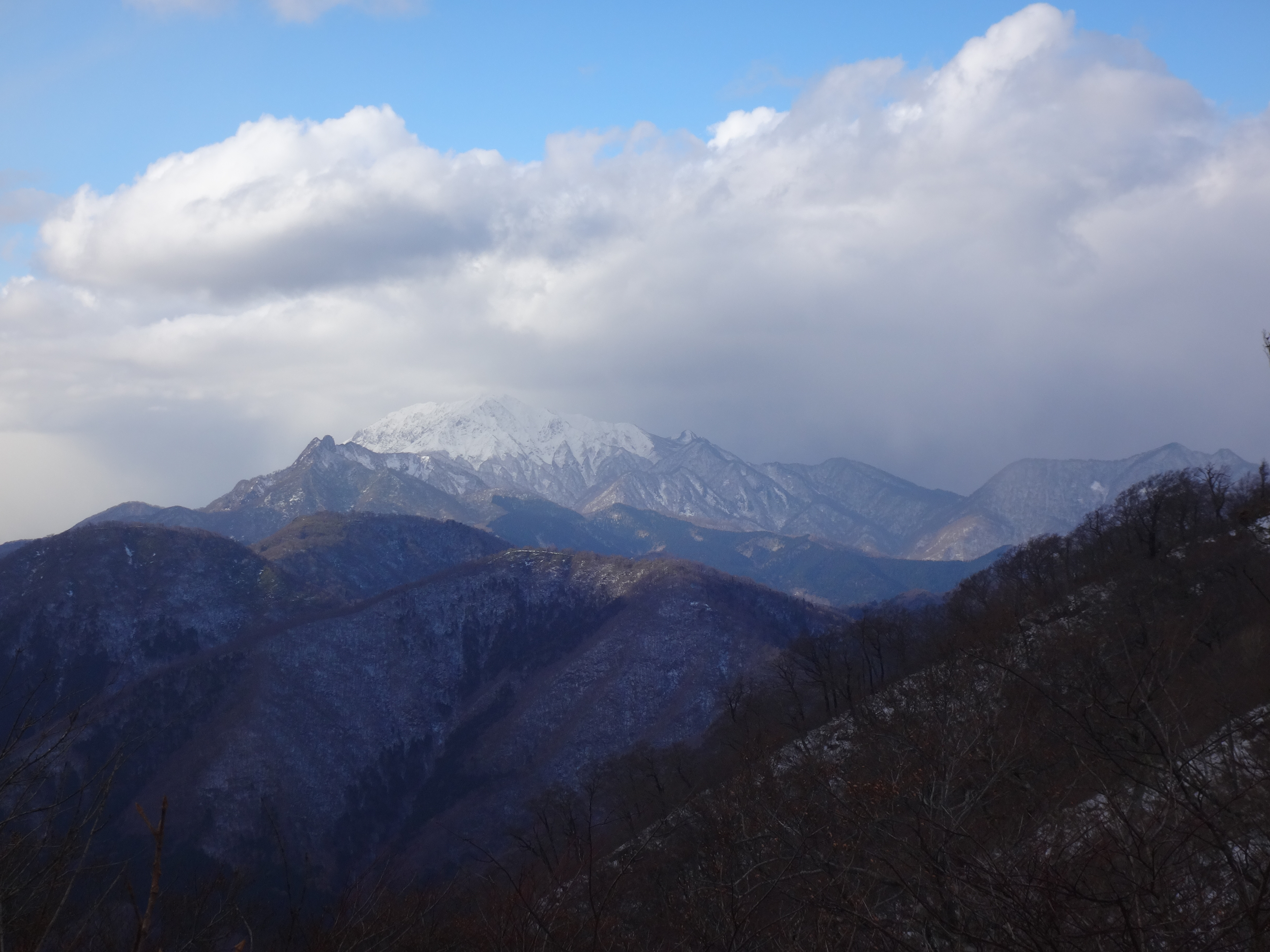
上蒜山からの大山